# Sturbridge (Massachusetts)
Sturbridge – miasto w Stanach Zjednoczonych, w stanie Massachusetts, w hrabstwie Worcester.